# Le Gué-de-Longroi
Le Gué-de-Longroi est une commune française située dans le département d'Eure-et-Loir en région Centre-Val de Loire.

## Géographie

### Situation

Situation géographique
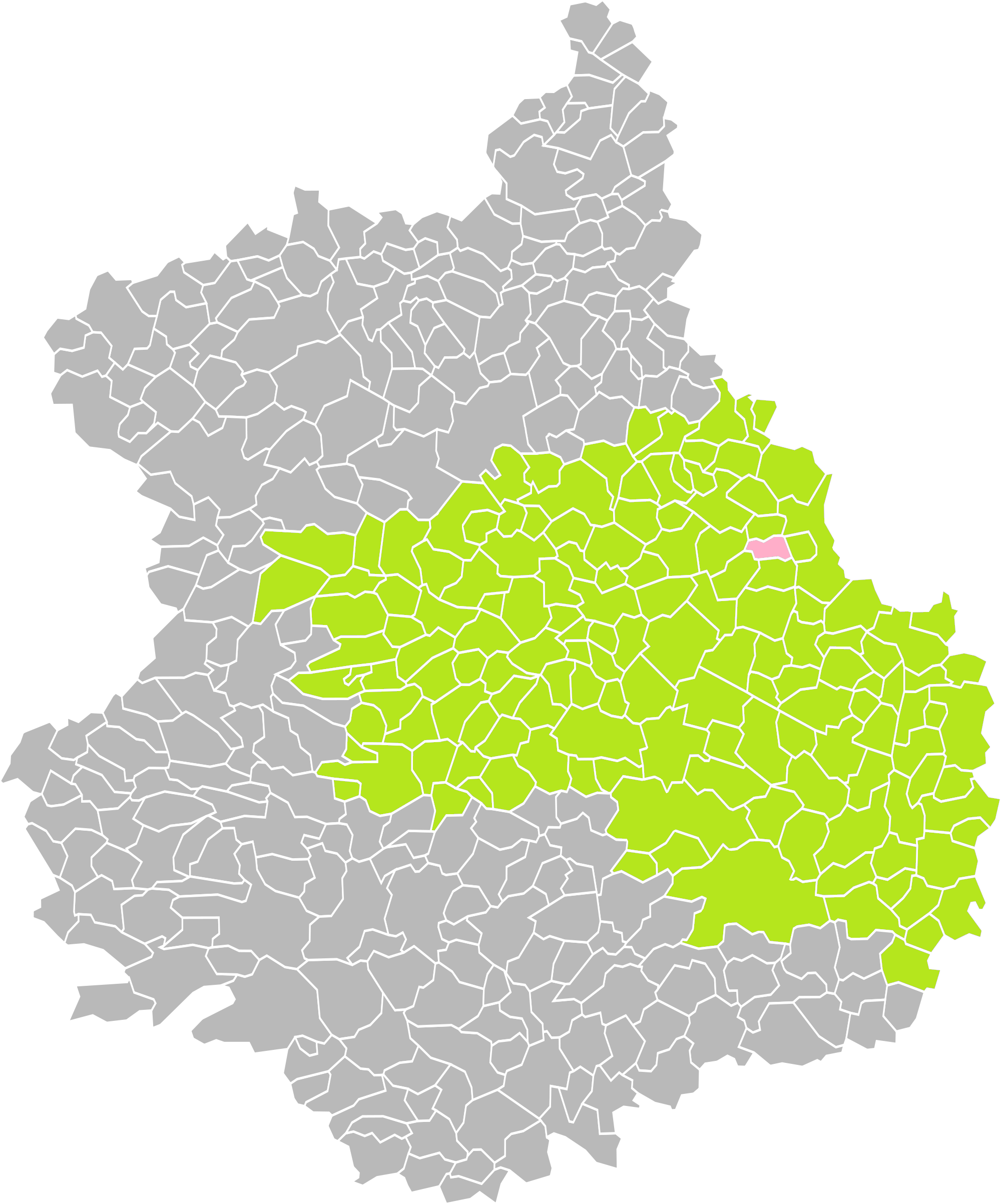
Le Gué-de-Longroi dans son arrondissement.
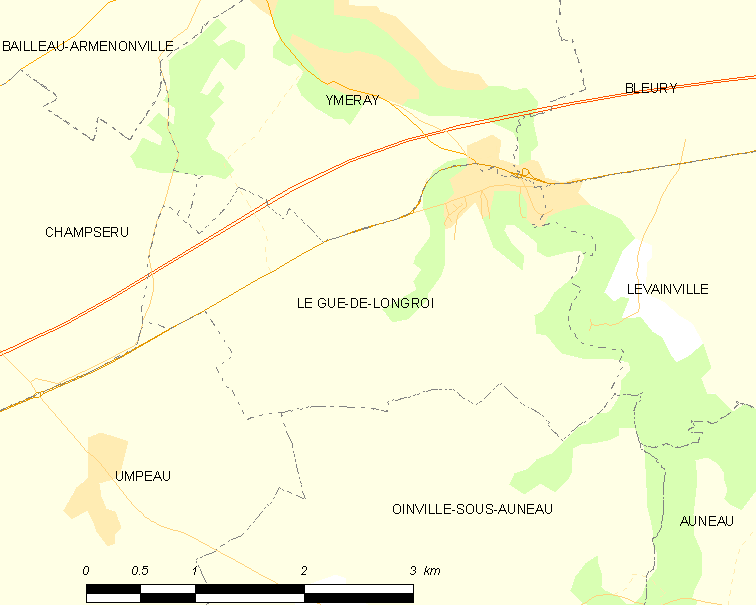
Carte de la commune du Gué-de-Longroi.

### Communes limitrophes
|           | Ymeray               | Bleury-Saint-Symphorien |
| Champseru | du Gué-de-Longroi    | Levainville             |
| Umpeau    | Oinville-sous-Auneau |                         |

### Hameaux et écarts
- Saint-Chéron-du-Chemin
- Occonville
- Angles

### Hydrographie
La commune est traversée par la rivière la Voise, affluent en rive droite de l'Eure, sous-affluent du fleuve la Seine.

### Climat
Pour des articles plus généraux, voir Climat du Centre-Val de Loire et Climat d'Eure-et-Loir.
En 2010, le climat de la commune est de type climat océanique dégradé des plaines du Centre et du Nord, selon une étude du CNRS s'appuyant sur une série de données couvrant la période 1971-2000. En 2020, Météo-France publie une typologie des climats de la France métropolitaine dans laquelle la commune est exposée à un climat océanique altéré et est dans la région climatique  Sud-ouest du bassin Parisien, caractérisée par une faible pluviométrie, notamment au printemps (120 à 150 mm) et un hiver froid (3,5 °C). 
Pour la période 1971-2000, la température annuelle moyenne est de 10,6 °C, avec une amplitude thermique annuelle de 14,6 °C. Le cumul annuel moyen de précipitations est de 612 mm, avec 10,5 jours de précipitations en janvier et 7,7 jours en juillet. Pour la période 1991-2020, la température moyenne annuelle observée sur la station météorologique de Météo-France la plus proche, sur la commune de Houx à 10 km à vol d'oiseau, est de 11,2 °C et le cumul annuel moyen de précipitations est de 622,1 mm,. Pour l'avenir, les paramètres climatiques de la commune estimés pour 2050 selon différents scénarios d'émission de gaz à effet de serre sont consultables sur un site dédié publié par Météo-France en novembre 2022.

## Urbanisme

### Typologie
Au 1er janvier 2024, Le Gué-de-Longroi est catégorisée bourg rural, selon la nouvelle grille communale de densité à 7 niveaux définie par l'Insee en 2022.
Elle est située hors unité urbaine. Par ailleurs la commune fait partie de l'aire d'attraction de Paris, dont elle est une commune de la couronne,. 

### Occupation des sols
L'occupation des sols de la commune, telle qu'elle ressort de la base de données européenne d’occupation biophysique des sols Corine Land Cover (CLC), est marquée par l'importance des territoires agricoles (81,8 % en 2018), en diminution par rapport à 1990 (82,7 %). La répartition détaillée en 2018 est la suivante : 
terres arables (81,8 %), forêts (12,9 %), zones urbanisées (5,2 %). L'évolution de l’occupation des sols de la commune et de ses infrastructures peut être observée sur les différentes représentations cartographiques du territoire : la carte de Cassini (XVIIIe siècle), la carte d'état-major (1820-1866) et les cartes ou photos aériennes de l'IGN pour la période actuelle (1950 à aujourd'hui).

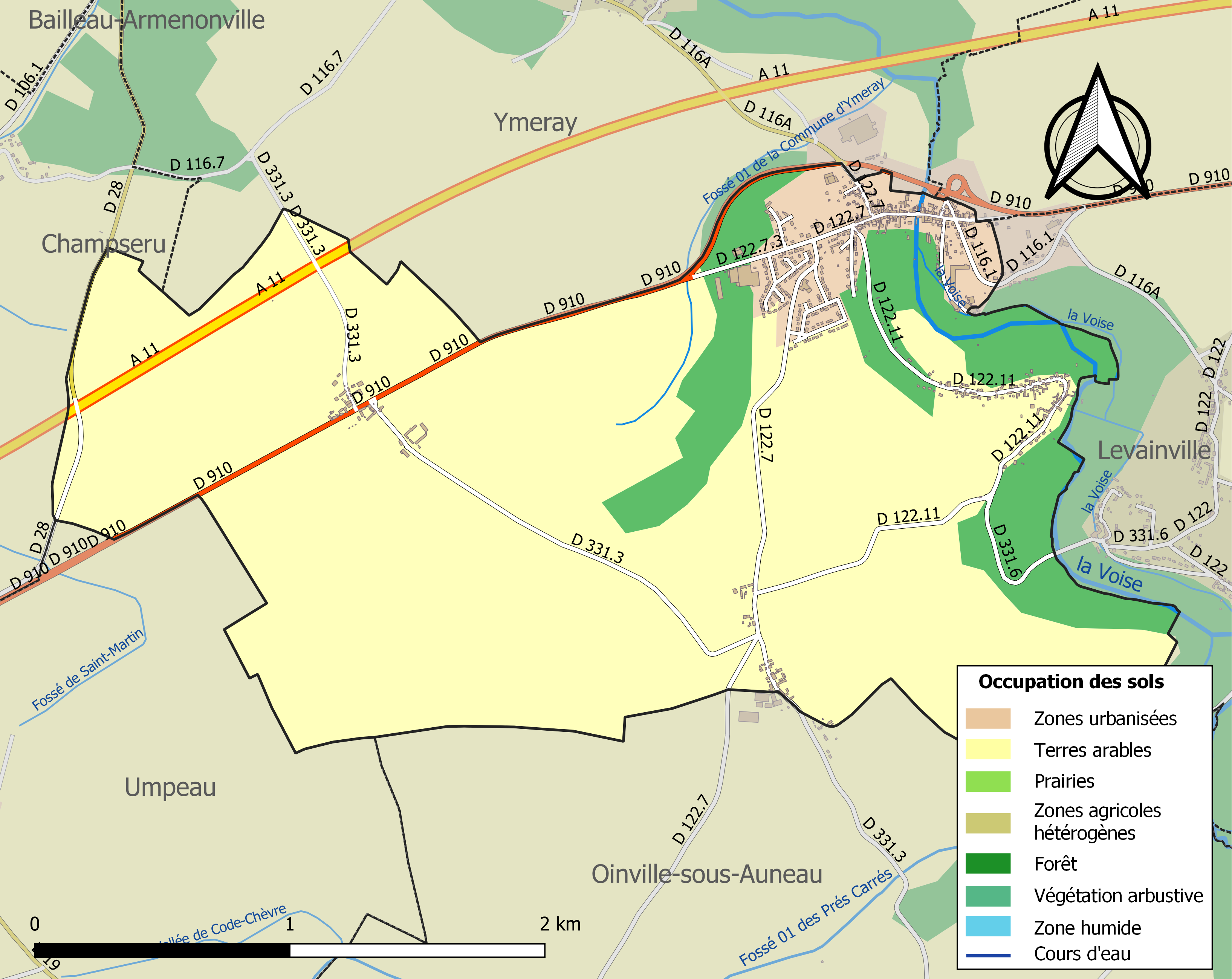
Carte des infrastructures et de l'occupation des sols de la commune en 2018 (CLC).

### Risques majeurs
Le territoire de la commune duGué-de-Longroi est vulnérable à différents aléas naturels : météorologiques (tempête, orage, neige, grand froid, canicule ou sécheresse), inondationset séisme (sismicité très faible). Il est également exposé à un risque technologique, le transport de matières dangereuses. Un site publié par le BRGM permet d'évaluer simplement et rapidement les risques d'un bien localisé soit par son adresse soit par le numéro de sa parcelle.

#### Risques naturels
Certaines parties du territoire communal sont susceptibles d’être affectées par le risque d’inondation par débordement de cours d'eau et par ruissellement et coulée de boue, notamment la Voise. La commune a été reconnue en état de catastrophe naturelle au titre des dommages causés par les inondations et coulées de boue survenues en 1983, 1999, 2016 et 2021,.

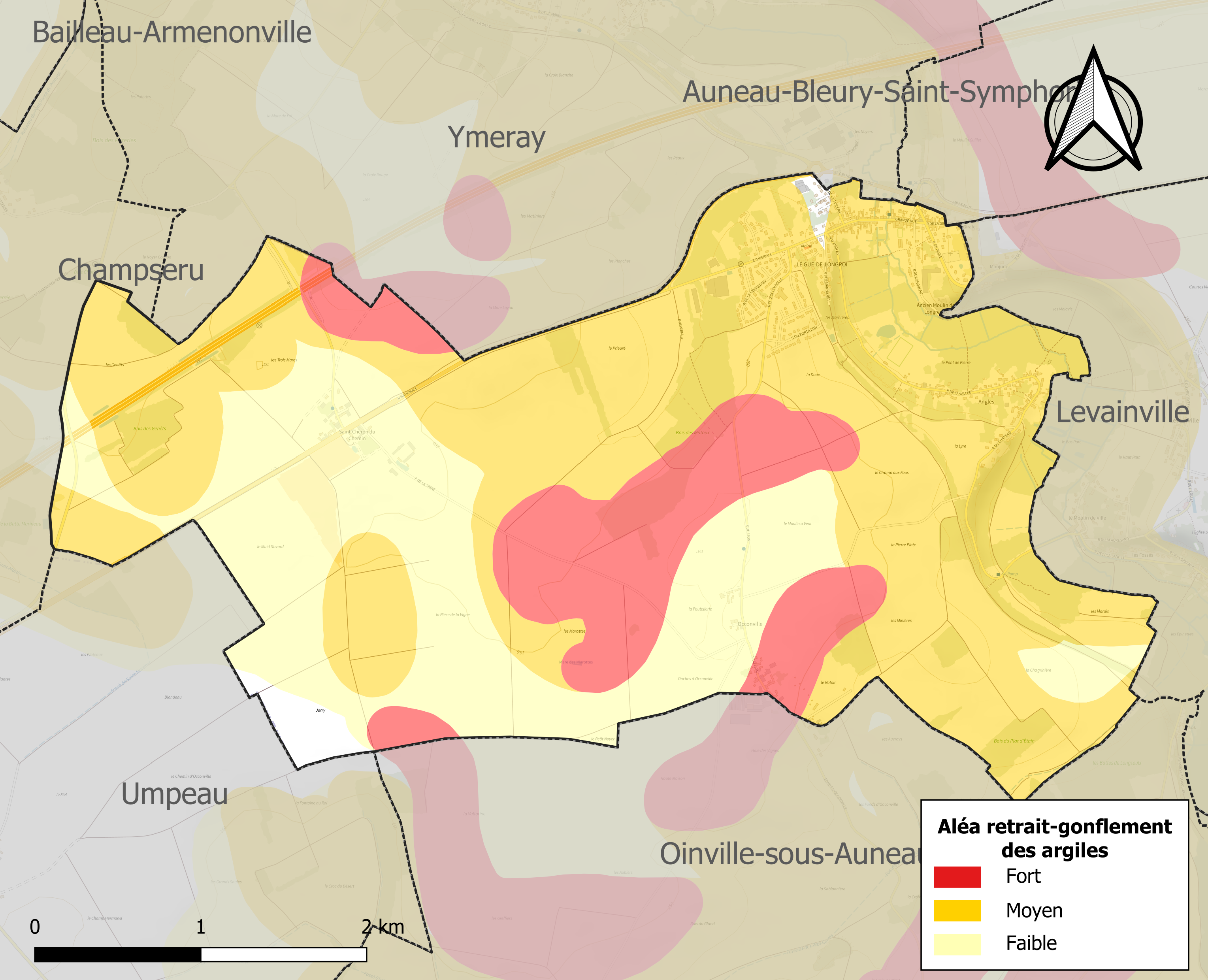
Carte des zones d'aléa retrait-gonflement des sols argileux duGué-de-Longroi.

Le retrait-gonflement des sols argileux est susceptible d'engendrer des dommages importants aux bâtiments en cas d’alternance de périodes de sécheresse et de pluie. 72 % de la superficie communale est en aléa moyen ou fort (52,8 % au niveau départemental et 48,5 % au niveau national). Sur les 372 bâtiments dénombrés sur la commune en 2019, 334 sont en aléa moyen ou fort, soit 90 %, à comparer aux 70 % au niveau départemental et 54 % au niveau national. Une cartographie de l'exposition du territoire national au retrait gonflement des sols argileux est disponible sur le site du BRGM,.
Concernant les mouvements de terrains, la commune a été reconnue en état de catastrophe naturelle au titre des dommages causés par la sécheresse en 2018 et par des mouvements de terrain en 1999.

#### Risques technologiques
Le risque de transport de matières dangereuses sur la commune est lié à sa traversée par des infrastructures routières ou ferroviaires importantes ou la présence d'une canalisation de transport d'hydrocarbures. Un accident se produisant sur de telles infrastructures est en effet susceptible d’avoir des effets graves au bâti ou aux personnes jusqu’à 350 m, selon la nature du matériau transporté. Des dispositions d’urbanisme peuvent être préconisées en conséquence.

## Toponymie
Le nom de la localité est attesté sous les formes Vadum de Loonrai vers 1200, Vadum Longi Regis en 1300, le Gué de Lonroy en 1349.
Ce nom composé résulte d'une traduction de l'ancien terme du proto-roman d'origine gauloise rito- « gué », d'où Longroi « long gué ». Il s'agit donc d'un composé tautologique, car l'élément -roy n'a plus été compris dans son sens initial. Xavier Delamarre voit dans le premier élément le mot gaulois longo qui signifie navire. La forme gallo-romane serait donc *longoritum avec le sens de « le gué des navires »
Homonymie partielle avec Longroy, commune de Seine-Maritime.

## Histoire

### Époque contemporaine

#### Changement d'appellation
Jusqu'en mars 1838, la commune était nommée Saint-Chéron-du-Chemin :
- 1817 : délimitation réalisée de Saint-Chéron-du-Chemin d’avec Bleury et Ymeray par Ordonnance Royale du 3 septembre : Bleury et Ymeray cèdent leur partie du village du Gué-de-Longroi à Saint-Chéron-du-Chemin[18].
- 1818 : délimitation réalisée de Bleury d’avec Levainville et Saint-Chéron-du-Chemin par Ordonnance Royale du 18 novembre[18].

#### Desserte ferroviaire
De 1892 à 1938, cette commune bénéficiait d'une gare permettant aux voyageurs d'emprunter la ligne d'Auneau-Ville à Dreux via Maintenon.

## Politique et administration

### Liste des maires
| Période                                  | Période    | Identité          | Étiquette | Qualité    |
| ---------------------------------------- | ---------- | ----------------- | --------- | ---------- |
| Les données manquantes sont à compléter. |            |                   |           |            |
| 1971                                     | 1986       | Paul Boucher      |           |            |
| 1986                                     | mars 1989  | Bernard Le Ferrec |           |            |
| mars 1989                                | avril 2011 | Daniel Deshayes   |           |            |
| mai 2011                                 | mars 2014  | Pascal Laya       |           |            |
| mars 2014                                | En cours   | Pascal Boucher,   |           | Commerçant |

## Population et société

### Démographie
L'évolution du nombre d'habitants est connue à travers les recensements de la population effectués dans la commune depuis 1793. Pour les communes de moins de 10 000 habitants, une enquête de recensement portant sur toute la population est réalisée tous les cinq ans, les populations de référence des années intermédiaires étant quant à elles estimées par interpolation ou extrapolation. Pour la commune, le premier recensement exhaustif entrant dans le cadre du nouveau dispositif a été réalisé en 2007.

En 2022, la commune comptait 889 habitants, en évolution de −5,22 % par rapport à 2016 (Eure-et-Loir : −0,23 %, France hors Mayotte : +2,11 %).
| 1793 | 1800 | 1806 | 1821 | 1831 | 1836 | 1841 | 1846 | 1851 |
| ---- | ---- | ---- | ---- | ---- | ---- | ---- | ---- | ---- |
| 307  | 307  | 291  | 576  | 593  | 590  | 562  | 505  | 532  |

| 1856 | 1861 | 1866 | 1872 | 1876 | 1881 | 1886 | 1891 | 1896 |
| ---- | ---- | ---- | ---- | ---- | ---- | ---- | ---- | ---- |
| 501  | 432  | 447  | 432  | 416  | 388  | 408  | 511  | 434  |

| 1901 | 1906 | 1911 | 1921 | 1926 | 1931 | 1936 | 1946 | 1954 |
| ---- | ---- | ---- | ---- | ---- | ---- | ---- | ---- | ---- |
| 427  | 431  | 440  | 426  | 393  | 384  | 383  | 376  | 340  |

| 1962 | 1968 | 1975 | 1982 | 1990 | 1999 | 2006 | 2007 | 2012 |
| ---- | ---- | ---- | ---- | ---- | ---- | ---- | ---- | ---- |
| 320  | 318  | 354  | 461  | 733  | 718  | 746  | 750  | 909  |

| 2017 | 2022 | - | - | - | - | - | - | - |
| ---- | ---- | - | - | - | - | - | - | - |
| 945  | 889  | - | - | - | - | - | - | - |

## Culture locale et patrimoine

### Lieux et monuments
- Le lavoir du Gué-de-Longroi est un des plus vieux lavoirs d'Eure-et-Loir. Positionné en bordure de la Voise, il est au point de départ de « La route du blé » ;
- La commune a la particularité de ne pas posséder d'église sur son territoire[25].

Lieux et monuments
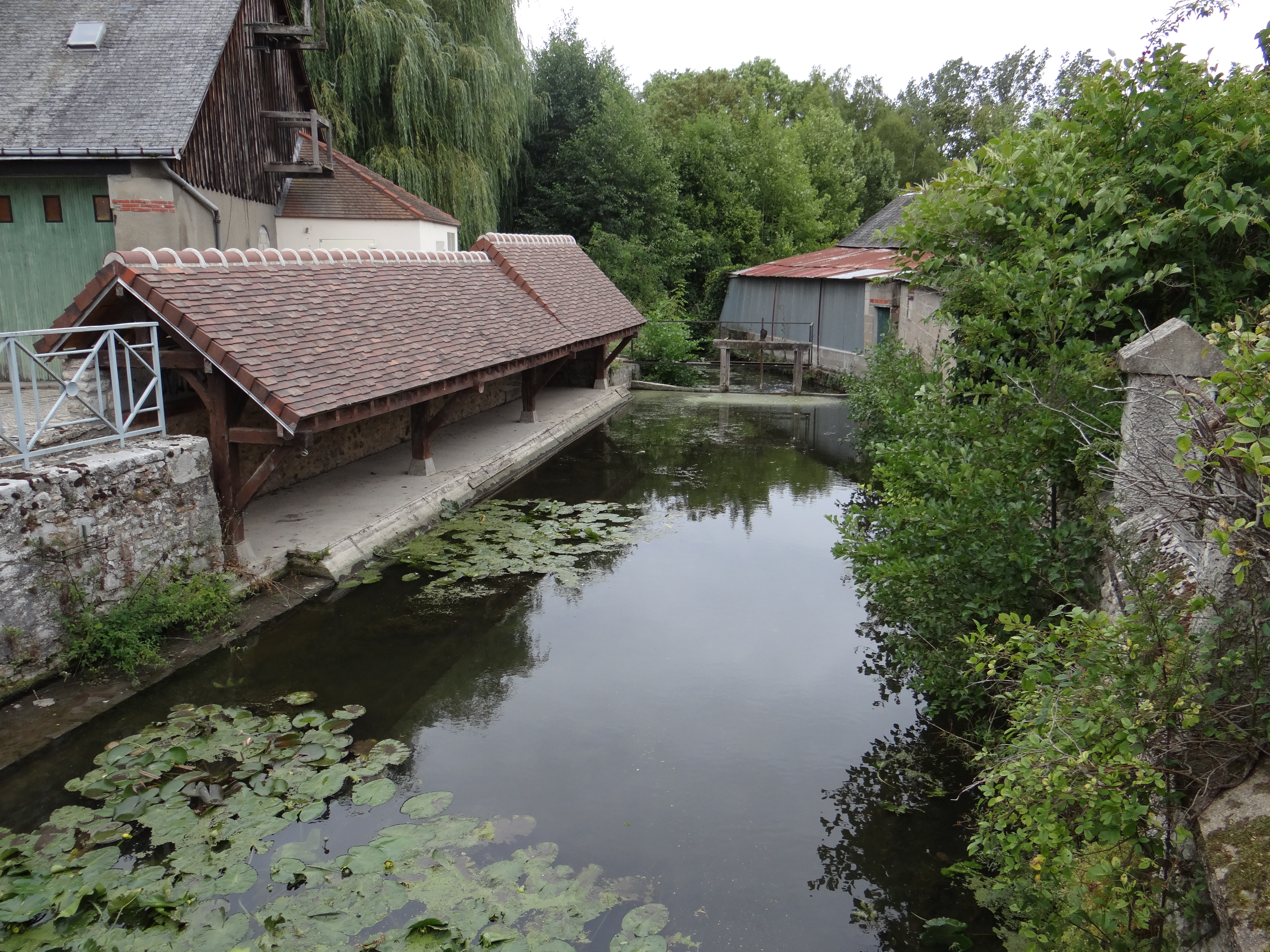
La Voise et le lavoir.
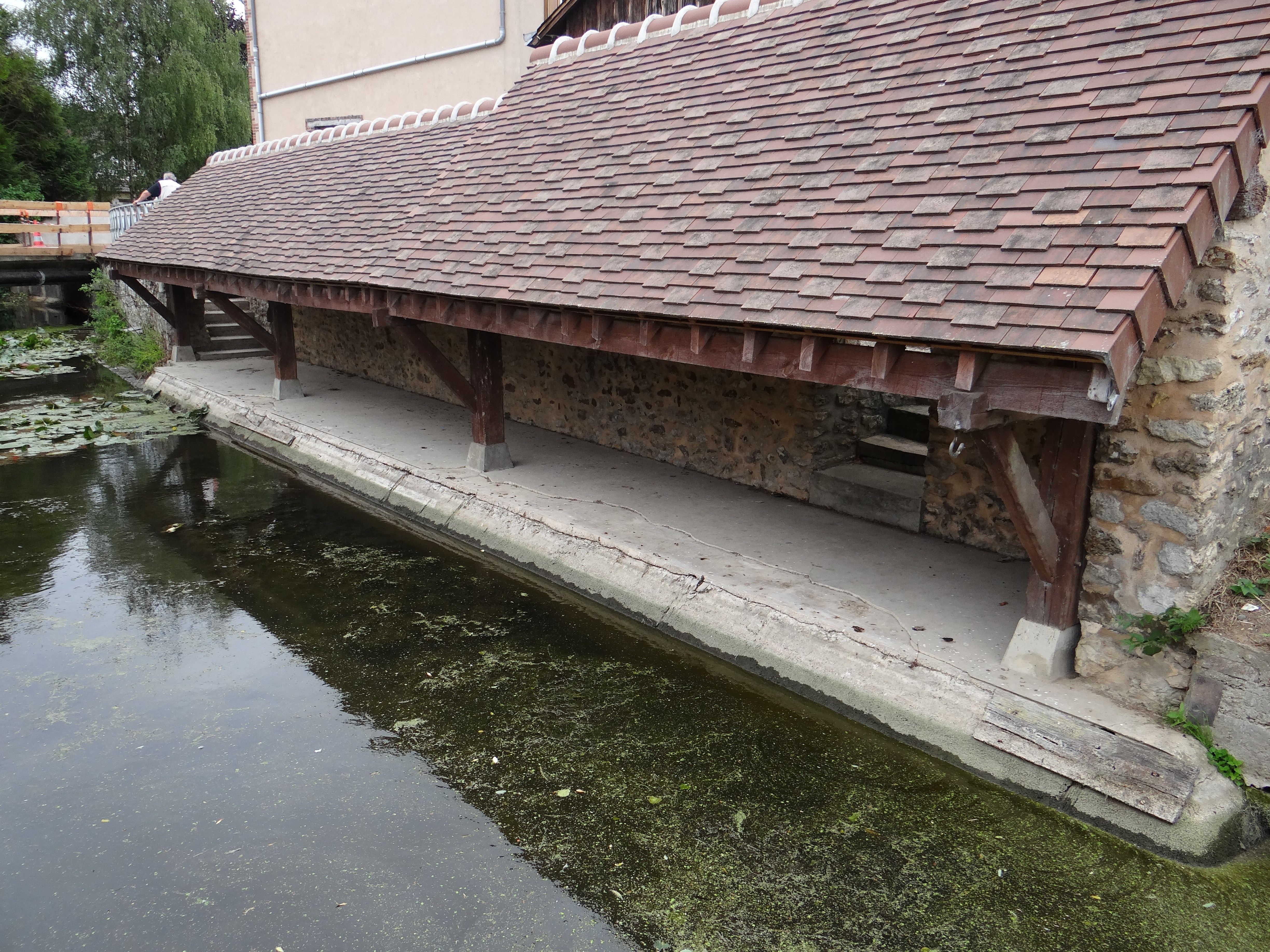
Le lavoir.
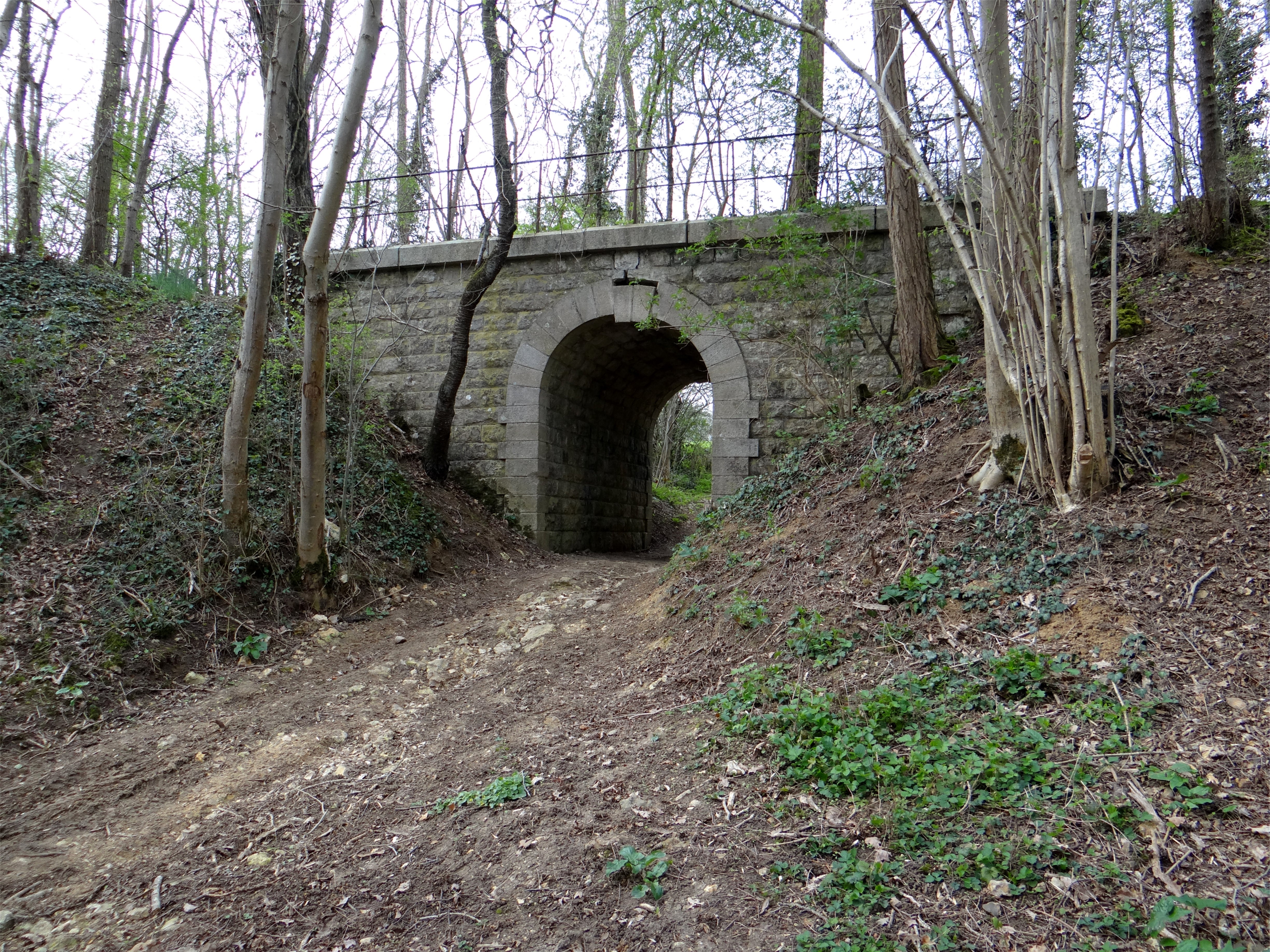
Pont ferroviaire de la ligne d'Auneau-Ville à Dreux, près de la route D331.6.
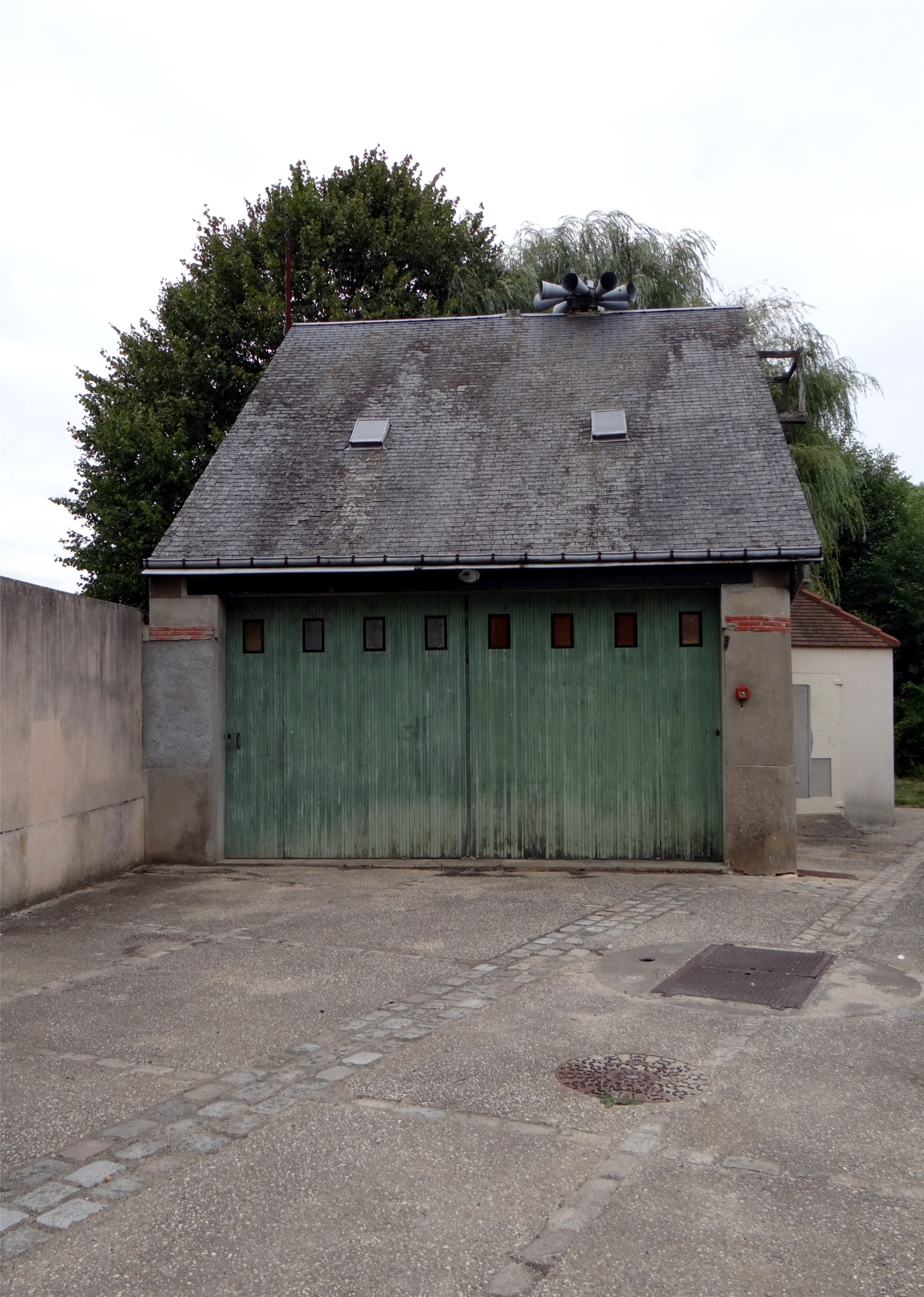
Caserne des sapeurs-pompiers.

### Personnalités liées à la commune
- Paulette Legrand (1916-1994), épouse d'apiculteur, y est née.
- Roger Ascot (1928-2011), écrivain et journaliste français, y possédait une résidence secondaire.
- José Garcia Moreno dit Garcimore (1940-2000), magicien rendu célèbre par ses prestations à la télévision française en partenariat avec l'animatrice Denise Fabre,  a demeuré dans la commune. Il repose au cimetière municipal.
- Jean Todt (né en 1946), ancien copilote de rallye français, directeur d'écurie de sport automobile, président de la FIA qui y possède une propriété[26].

### Héraldique
| Blason de Le Gué-de-Longroi | Blason  | De gueules à sept filets ondés en fasce d'azur, à la fleur de lis d'argent accompagnée de deux épis de blés d'or, les tiges ployées et posés en chevron renversé, le tout brochant ; à la filière d'azur. |
| Blason de Le Gué-de-Longroi | Détails | Le statut officiel du blason reste à déterminer. |

### Citation littéraire
« Un peu plus tard, ils traversèrent des villages dont les noms chantaient comme des poèmes à Jeanne : Occonville, Umpeau, Cherville, Villiers-les-Bois, Houville-la-Branche, Nogent-le-Phaye. »

— Michèle Sarde, Histoire d'Eurydice pendant la remontée, Paris, Seuil 1991, page 69-70.